# Klimat
Klimat (z gr. κλίμα lm. κλίματα - skłonność) – wolnozmienne cechy oddziaływań w systemie klimatycznym, obejmującym atmosferę, hydrosferę i powierzchnie lądów. Ustalany jest na podstawie wieloletnich obserwacji różnorodnych składników, najczęściej pomiarów temperatury, opadów atmosferycznych i wiatru uśrednianych w skali miesiąca lub dłuższego okresu.  
Klimat określany jest na podstawie wieloletnich obserwacji pogody dla danego regionu (przynajmniej 30 lat). Klimat na Ziemi kształtują trzy podstawowe procesy klimatotwórcze: obieg ciepła, obieg wody i krążenie powietrza, oraz czynniki geograficzne: układ lądów i oceanów, wysokość n.p.m. Klimat jest jednym z czynników ekologicznych ściśle powiązanych z występowaniem i życiem organizmów (zob. struktura ekosystemu).
Badaniem klimatu zajmuje się klimatologia.

## Czynniki klimatotwórcze
- Meteorologiczne
  - radiacyjne
  - układ ciśnień
  - fronty atmosferyczne
  - masy powietrza
  - prędkość wiatru
- Niemeteorologiczne
  - szerokość geograficzna
  - rzeźba terenu
  - odległość od morza
  - prądy morskie
  - pokrycie terenu
  - antropogeniczne
  - wysokość nad poziomem morza
  - wielkość i rozmieszczenie lądów i oceanów

## Skale klimatu
- klimat planetarny
- geoklimat
- makroklimat
- mezoklimat
- topoklimat
- mikroklimat

## Podział klimatyczny Ziemi
- klimat okołobiegunowy
- klimat umiarkowany
- klimat podzwrotnikowy
- klimat zwrotnikowy
- klimat podrównikowy
- klimat równikowy

## Badanie klimatu

Globalna średnia zmiana temperatury powierzchni od 1880 roku

### Współczesne
Od kilku stuleci badanie klimatu i jego rejestrowanie możliwe jest dzięki pomiarom instrumentów badających pogodę, takich jak: termometry, barometry i anemometry. Instrumenty używane do badania pogody we współczesności a także ich znany błąd, bezpośrednie otoczenie i ich ekspozycja zmieniały się na przestrzeni lat, co należy brać pod uwagę przy analizowaniu klimatu minionych stuleci.

### Paleoklimatologia
Paleoklimatologia jest badaniem klimatu z historii Ziemi. Wykorzystuje dowody z pokrywy lodowej, pierścieni drzew, osadów, koralowców i skał w celu określenia przeszłego stanu klimatu. Pokazuje okresy stabilności i zmian, a także może wskazywać, czy obecne zmiany podążają za wzorcami, takimi jak regularne cykle.

## Zmiany klimatu

Zmiany CO2, temperatury i pyłu z rdzenia lodowego Wostok w ciągu ostatnich 450 000 lat

Zmiana klimatu to zróżnicowanie globalnego lub regionalnego klimatu w czasie. Odzwierciedla zmiany w stanie atmosfery w skalach czasowych od dziesięcioleci do milionów lat. Zmiany te mogą być spowodowane procesami wewnętrznymi Ziemi, siłami zewnętrznymi (np. zmiany natężenia światła słonecznego) lub, ostatnio, działalnością człowieka.

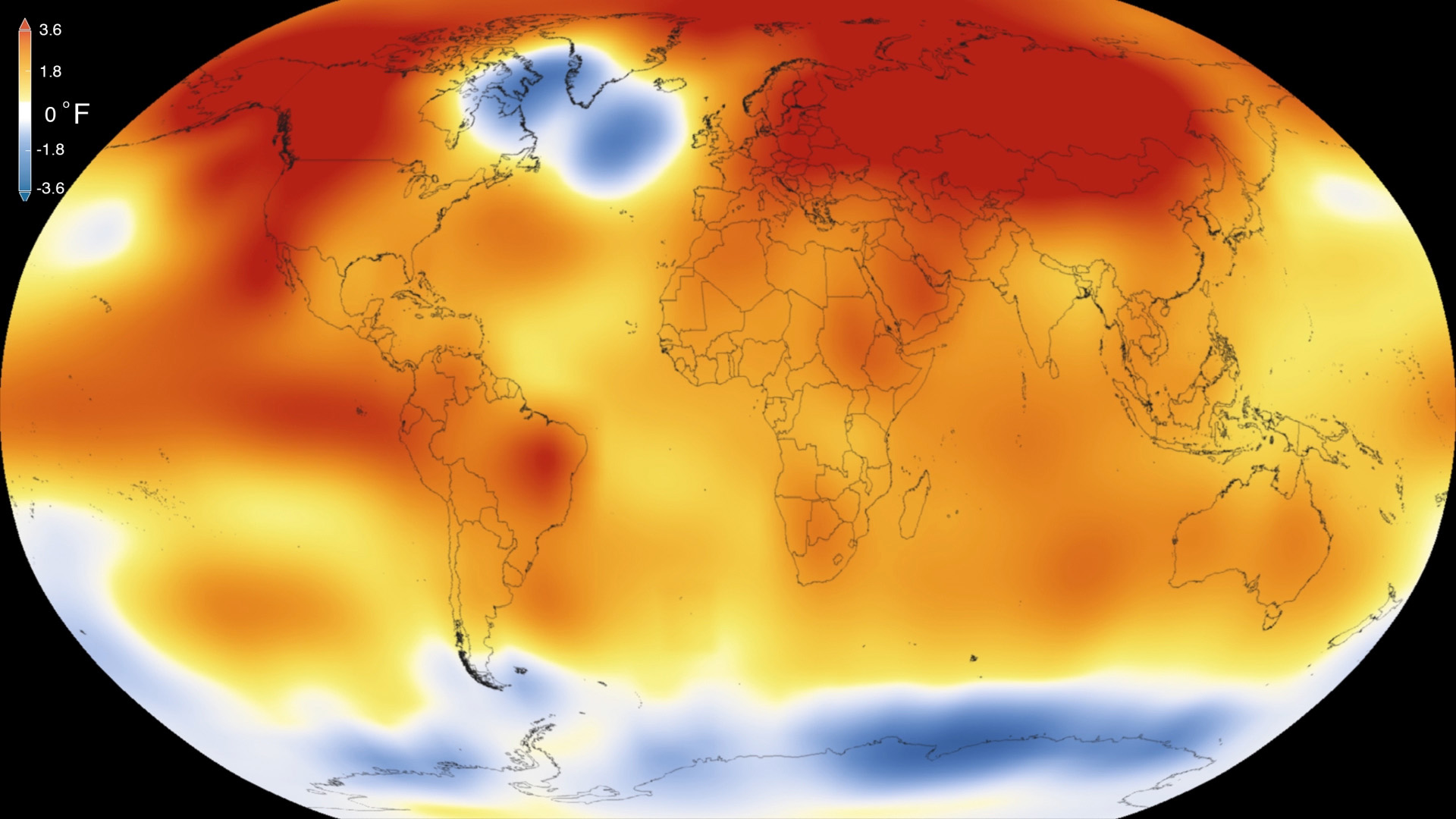
2015 - najcieplejszy zarejestrowany globalny rok (od 1880 r.) - kolory wskazują anomalie temperatury

W ostatnich latach, zwłaszcza w kontekście polityki ochrony środowiska, termin „zmiana klimatu” często odnosi się tylko do zmian we współczesnym klimacie, w tym do wzrostu średniej temperatury powierzchni określanej mianem globalnego ocieplenia. W niektórych przypadkach termin ten jest również używany z domniemaniem przyczynowości ludzkiej, jak w Ramowej konwencji Narodów Zjednoczonych w sprawie zmian klimatu.
W przeszłości Ziemia przechodziła okresowe zmiany klimatyczne, w tym cztery główne epoki lodowcowe. Składają się one z okresów lodowcowych, w których warunki są zimniejsze niż normalnie, rozdzielone okresami interglacjalnymi. Nagromadzenie śniegu i lodu w okresie lodowcowym zwiększa albedo powierzchni, odbijając więcej energii słonecznej w kosmos i utrzymując niższą temperaturę atmosfery. Zwiększenie emisji gazów cieplarnianych, m.in. poprzez aktywność wulkaniczną, może zwiększyć globalną temperaturę i spowodować okres interglacjalny. Do przyczyn epok lodowcowych zalicza się: pozycje kontynentów, zmiany orbity Ziemi, zmiany w produkcji energii słonecznej i wulkanizm.

### Modele klimatyczne
Modele klimatyczne wykorzystują metody ilościowe do symulacji interakcji atmosfery, oceanów, powierzchni lądu i lodu. Są wykorzystywane do różnych celów; od badania dynamiki pogody i systemu klimatycznego do prognoz przyszłego klimatu.
Modele mogą wahać się od stosunkowo prostych do dość złożonych: 
- prosty model promieniowania cieplnego, który traktuje Ziemię jako pojedynczy punkt i uśrednia wychodzącą energię
- model rozszerzony w pionie (modele radiacyjno-konwekcyjne) lub w poziomie
- (sprzężone) globalne modele klimatyczne atmosfera-ocean-lód morski, które dyskretyzują i rozwiązują pełne równania dotyczące transferu masy i energii oraz wymiany promieniowania[14][15].